# Samir Bouyakhrichan
Samir Bouyakhrichan, surnommé Scarface, né le 22 avril 1980 à Nador (Maroc) et assassiné le 28 août 2014 à Benahavís (Espagne), est un criminel et entrepreneur néerlandais d'origine marocaine spécialisé dans le trafic de drogue de grande envergure.
Samir est un trafiquant de drogue multi-milliardaire et allié du clan Kinahan d'Irlande. Patron d'une compagnie pétrolière à Dubaï, il est le baron de drogue amstellodamois le plus riche des années 2000. Les médias néerlandais considèrent Bouyakhrichan comme étant l'un des plus grands trafiquants que le continent ait connu. Opérant en Espagne, il contrôle une partie de la Costa del Sol entre 2008 et 2014.
Ayant l'organisation de Ridouan Taghi à ses trousses, il est abattu le 28 août 2014 lors d'un guet-apens dans un restaurant de Marbella en Espagne. Najib Himmich, membre de l'organisation Bouyakhrichan et présent lors de l'assassinat de ce dernier, n'est jamais retrouvé. À la suite de son assassinat, Karim Bouyakhrichan et Mustapha El Fechtali reprennent l'organisation en main et sont les actuels commandants du réseau.

## Jeunesse
Samir Bouyakhrichan alias Scarface naît à Nador au Maroc et immigre aux Pays-Bas étant bébé. Issu d'une famille de cinq enfants, il grandit à Amsterdam-West dans le quartier de Slotervaart. Lorsqu'il est jeune, il est souvent avec ses amis dans les quartiers de Confectiecentrum et August Allebéplein. Elève studieux, il est inscrit par ses parents au Fons Vitae Lyceum à Amsterdam-Zuid de 1986 jusqu'en 1994. Ayant la réputation d'arrogant, il vit la nuit, laisse tomber les études et s'entoure de jeunes délinquants. Aimant la bagarre, il est un client fidèle de la discothèque Escape d'Amsterdam. Régulièrement, il est impliqué dans des bagarres à l'intérieur de la discothèque. Il doit son surnom de « l’homme balafré » à une cicatrice qu’il a sous l’œil droit à cause d'une bagarre dans cette même discothèque. Un homme avait éclaté une bouteille en verre contre le visage du Marocain.

## Carrière criminelle

### D'étudiant à criminel milliardaire
Dans sa jeunesse, il est entouré de grandes figures de la drogue. Il entre à son tour très vite dans le milieu criminel à l'âge de vingt ans et établit une liaison commerciale avec un cartel colombien. Considéré par ses proches comme étant une personne charmante, il détient également une autre image, celle d'un grand baron de drogue en devenir, grâce à ses contacts avec lesquels il communique alors qu'ils sont dans une cellule en prison.
Le 4 avril 2003, il est lié à l'assassinat de l'Antillais Jemy Nocento à Rotterdam. L'enquête révèle qu'il s'agissait d'une histoire de 1 100 kilos de cocaïne. Après l'assassinat, Samir Bouyakhrichan se rend en Colombie, et est arrêté par la police néerlandaise dès son retour. Faute de preuves, il est relâché et l'affaire est classée sans suite.
En 2008, il s'installe dans le sud de l'Espagne, à Marbella, et se lance dans l'immobilier. S'étant payé une villa de luxe grâce à ses premières fortunes empochées, il se désinscrit des listes de l'administration communale à Amsterdam afin de rester en dessous des radars. Très discret, il ne divulgue aucune photo de lui sur les réseaux sociaux et ne se prend jamais en photo. Il est d'ailleurs l'un des seuls criminels à n'avoir aucune photo de lui circulant sur les réseaux sociaux après son assassinat. À l'âge de 23 ans seulement, son capital est estimé à un demi‑milliard d'euros, dont la majorité investie à Dubaï. Aux Émirats arabes unis, il est le patron d'une compagnie pétrolière. Une autre partie de son capital est investie en Espagne dans des biens immobiliers dans ses deux sociétés connus sous le nom de Roro Trading Company et Albina Properties basés à Marbella.

### Mocro-oorlog
Scarface est l'un des seuls baron de drogue qui n'a pas de casier judiciaire, et qui fait entrer des tonnes de cocaïne via les ports d'Anvers et de Rotterdam sans pour autant être arrêté. Samir Bouyakhrichan entretient énormément de contacts avec les réseaux sud-américains auprès desquels il achète sa marchandise à d'excellents prix. Des anonymes écrivent au quotidien crimesite.nl : « Il faisait entrer des cargaisons par n'importe quel port, que ce soit aux Pays-Bas, en Belgique, en Espagne ou même en Angleterre. » La bande de Samir Bouyakhrichan concurrençait la 'Ndrangheta qui était active dans la province du Limbourg en Belgique. Les mêmes anonymes révèlent reconnaître les cargaisons de Scarface avec les cachets "AK", "Mitsubishi" et "Vuitton".
- Le 14 juillet 2010, Samir Bouyakhrichan envoie un commando de sept tueurs à gages pour abattre John Gubbels à Bréda, un trafiquant néerlandais soupçonné d'avoir volé une quantité de 500 kilos de cocaïne en Italie, appartenant à Bouyakhrichan. Lors de cette soirée, les tueurs à gages, munis d'un AK-47, abattent par accident Danny Gubbels, âgé de douze ans, qui est le fils de John Gubbels. La mère du jeune homme est également touchée par balles. Les deux tueurs à gages sont Bahida et Mounir. Cette affaire fait le buzz aux Pays-Bas[7].

- Le 8 juin 2011, une saisie de 1 200 kilos de cocaïne a lieu à Southampton. Les enquêtes révèlent quelques années plus tard qu'elle était destinée à la bande de Samir Bouyakhrichan qui était l'un des plus grands fournisseurs des bandes britanniques[8]. Les criminels anglais ont leurs habitudes à Amsterdam pour les grosses commandes de drogue, surtout la cocaïne, la marijuana et les drogues de synthese[réf. nécessaire].

Dans les années 2010, un douanier du port d'Anvers du nom de Tim Deelen est convoqué devant le tribunal d'Anvers pour avoir coopéré avec Samir Bouyakhrichan. Une saisie de 8 000 kilos de cocaïne destinée à la bande Bouyakhrichan est retrouvée dans une cargaison en provenance de Colombie et une autre de 7 950 kg en provenance du Pérou. Samir Bouyakhrichan se balade seul dans les rues d'Espagne sans prendre en compte les risques du métier. À Amsterdam, l'assassinat de Najeb Bouhbouh en 2012 provoque une guerre criminelle entre le réseau de Benaouf Adaoui et celui de Gwenette Martha à la suite d'un vol de 200 kilos de cocaïne. Selon son avocat Nico Meijering, Samir Bouyakhrichan ne serait en rien impliqué dans le vol des 200 kilos de cocaïne. Cependant, toutes les enquêtes mènent l'affaire vers le criminel Scarface, du fait de ses nombreuses connaissances avec des membres du groupe de Benaouf Adaoui. Selon son avocat, il s'agit tout simplement d'une coïncidence, car l'entièreté du groupe de Benaouf Adaoui est originaire des quartiers d'Amsterdam. Cependant, un jeune criminel néerlando-marocain au nom de Najib Himmich se rend régulièrement visite en prison à Gwenette Martha afin de recevoir des instructions. Gwenette Martha fait confiance à Najib Himmich et donne ses contacts au nouveau-venu, qui semble faire bonne impression.
En 2012, Samir Bouyakhrichan prend l'avion de Dubaï pour Barcelone. Il est arrêté par la garde civile et envoyé aux Pays-Bas pour être entendu dans l'affaire de l'assassinat du jeune garçon de douze ans en 2010. Ayant peu de preuves, la justice néerlandaise finit par le relâcher.
- En août 2013, Najib Himmich se rend à Marbella pour une rencontre exclusive avec Samir Bouyakhrichan. Les deux hommes investissent des millions d'euros dans plusieurs conteneurs et deviennent proches l'un de l'autre. Lorsque Gwenette Martha s'évade de la prison de Zutphen, il surprend la trahison de Najib Himmich[10].

- Le 22 mai 2014, Gwenette Martha est assassiné à Amstelveen. Samir Bouyakhrichan est le principal homme qui a orchestré l'assassinat de l'année. L'organisation de Benaouf était également à ses trousses. Au cas où Gwenette Martha ne serait pas assassiné, il aurait pris les armes pour abattre Najib Ziggy Himmich pour l'avoir trahi pendant sa purge[11].

- Le 28 août 2014, Samir Bouyakhrichan est assassiné à Benahavis par l'organisation Noffel dans un restaurant autour d'une table rassemblant Naoufal Fassih (un proche de Gwenette Martha), Najib Himmich, et Jayjay[12].

À la suite de l'assassinat de Samir Bouyakhrichan, son frère Karim Bouyakhrichan et Najib Himmich reprennent l'organisation en main. Avant la mort de Samir, sur sa liste noire, Marco Yaqout figurait parmi les noms. Il s'agit d'un grand baron de drogue espagnol, millionnaire et ami de Ridouan Taghi. En novembre 2014, Najib Himmich est porté disparu. Il est présumé mort par les autorités néerlandaises. Au sein de l'organisation Bouyakhrichan, Karim Bouyakhrichan mène seul la suite d'une guerre contre l'organisation de Gwenette Martha et celle de Ridouan Taghi.
- Le 8 décembre 2014, la femme de Najib Ziggy Himmich est abattu par des tueurs à gages à Amstelveen sous les yeux de ses enfants[13].

Mi-2015, Mustapha El Fechtali, un membre de l'organisation de Samir Bouyakhrichan, entre en conflit avec le baron Ridouan Taghi. Ce dernier détient l'une des plus grandes organisations au monde pouvant envoyer des tueurs à gages du Suriname aux Pays-Bas en passant par le Maroc. Ridouan Taghi reproche à Mustapha El Fechtali d'avoir essayé d'espionner les membres de son organisation aux Pays-Bas à l'aide d'une camionnette de détective banalisée.
- Le 22 janvier 2019, l'organisation Bouyakhrichan assassine Marco Yaqout dans la nuit du 21 au 22 janvier 2019 à Marbella en alliance avec la mafia irlandaise[15].

- Le 12 décembre 2019, l'ancien comptable qui travaillait pour Bouyakhrichan, Rachid Kotar, est assassiné à Amstelveen par le réseau de Ridouan Taghi[16].

### Assassinat
Le 28 août 2014, Samir Bouyakhrichan est assassiné par deux tueurs à gages dans une terrasse dans le Sud de l'Espagne. Le Néerlando-Marocain était assis sur une terrasse du café All in 1 situé dans le Monte Halcones autour d'une table, ayant à ses côtés des figures de la mafia marocaine, dont Naoufal Fassih, Najib Himmich et le rappeur Jayjay. Lorsque deux tueurs à gages entrent dans le café, Najib Himmich assène un coup de poing sur le visage de Samir Bouyrakhrichan avant que celui-ci soit abattu. Au moment des faits, il revenait de la plage et était vêtu d'un t-shirt noir, d'un maillot de bain et de claquettes.
L'assassinat aurait été orchestré par le réseau de Naoufal Fassih qui auraient joué un tour à Samir Bouyakhrichan, mais également à Najib Himmich, qui est ensuite porté disparu sans laisser de traces.
La cause exacte de son décès ne sera jamais révélé. Certaines rumeurs parlent d'un conflit avec le clan Kinahan de la mafia irlandaise. D'autres expliquent que Samir Bouyakhrichan cherchait à prendre le contrôle sur l'entièreté de la Costa del Sol grâce à sa fortune qui se compte en milliards. Les autorités néerlandaises, elles, parlent d'une vengeance provenant du groupe de Gwenette Martha, assassiné quelques mois auparavant.

### Alliés et rivaux
- Allié de Mustapha El Fechtali, patron du café La Crème à Marrakech ;
- Contrôle la Costa del Sol et le port de Southampton en alliance avec le baron britannique Robert Dawes ;
- Collabore avec les cartels colombiens pour d'énormes importations en Espagne et à Anvers ;
- Rival de Naoufal Fassih ;
- Rival de Ridouan Taghi et Saïd Razzouki.

## Vie personnelle

### Vie privée

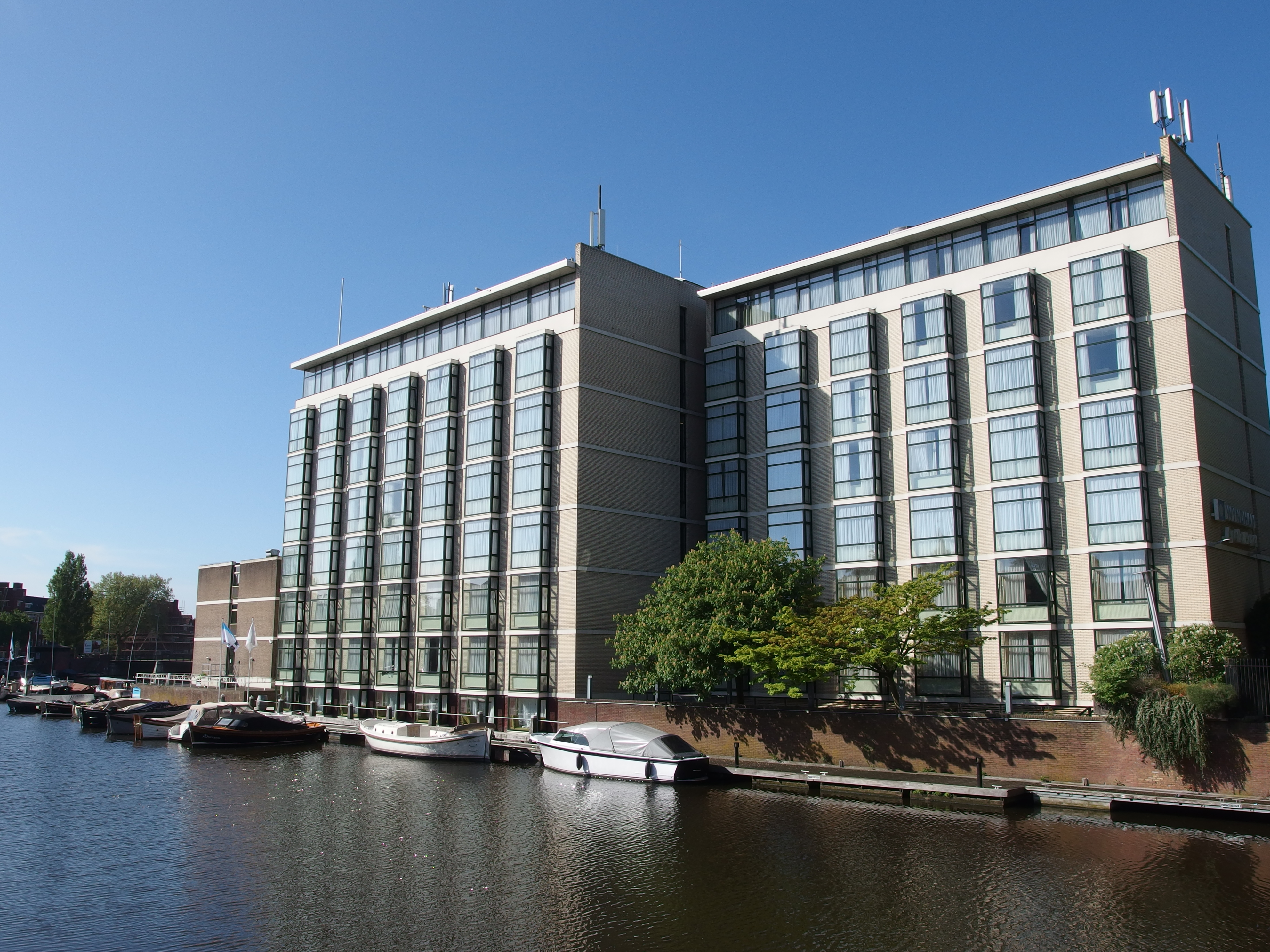
Appolon Hotel Amsterdam, lieu où Bouyakhrichan organisait des soirées.

Il vit à Dubaï et Marbella, retourne souvent à Amsterdam pour organiser des fêtes et rend souvent visite à son frère Karim 'Taxi' Bouyakhrichan et son ami, Houssine Ait Soussan au Maroc.
Bouyakhrichan utilisait sa fortune pour organiser des fêtes privées en louant des salles luxueuses. Les invités étaient plus particulièrement des Marocains et des Anglais. Champagne, cocaïne et beaucoup de femmes et des escortes. Une de ces fêtes organisés par Samir Bouyakhrichan est celle du 30 juin 2012 au Apollo Hotel d'Amsterdam. Lors de cette soirée, les plus grands barons de drogue étaient présents dont le chanteur Gordon (en),.